# Cmentarz w Ołtarzewie
Cmentarz w Ołtarzewie – cmentarz parafialny w Ołtarzewie.

## Historia
Cmentarz powstał w 1940 jako cmentarz wojenny. Pochowanych zostało na nim 982 oficerów i żołnierzy poległych w bitwie pod Ożarowem i Ołtarzewem w dniach 12 i 13 września 1939.
Cmentarz zaprojektował architekt krajobrazu i ogrodnik Zygmunt Hellwig. Wytyczony został na planie krzyża i w centralnym punkcie umieszczono 12-metrowy brzozowy krzyż. Krzyże na grobach żołnierzy były również brzozowe. W latach późniejszych krzyże drewniane zostały zastąpione krzyżami betonowymi. W czasie okupacji w latach 1942, 1943 i 1944 na Dzień Zaduszny przygotowywana była specjalne dekoracja, której autorem był przebywający na tym terenie scenograf teatralny Marian Jasielski. Na ramionach 12 metrowego krzyża zarzucano czarną szarfę, zawieszano orła i Krzyż Virtuti Militari, z dwóch stron ustawiano pylony na których umieszczano płonące znicze.

## Pochowani na cmentarzu
Na cmentarzu w Ołtarzewie zostali pochowani m.in.:
- Roman Olędzki[3]
- Wojciech Durek[4]
- Witold Zdaniewicz[5]
- Marian Buczek,
- Zbigniew Witold Złotnicki[6]
- Andrzej Kolikowski